# 有机热载体
通过传热媒介来间接传递热量的加热/冷却方法具有传热均匀，调控温度精确的特点。所用的传热介质称为热载体。工业热载体可分为有机热载体和无机热载体两大类。“有机热载体”是国标（GB 23971-2009）提出的正式名称，俗称“导热油”。传统的热载体是水以及蒸汽。然而若水在超过其沸点的情况下用作热载体，则要求设备和系统承受压力。在150~350摄氏度的工业生产中，有机热载体由于其高沸点而成为了水蒸气的替代品，可以大量减少设备投资。